# Francis Festing

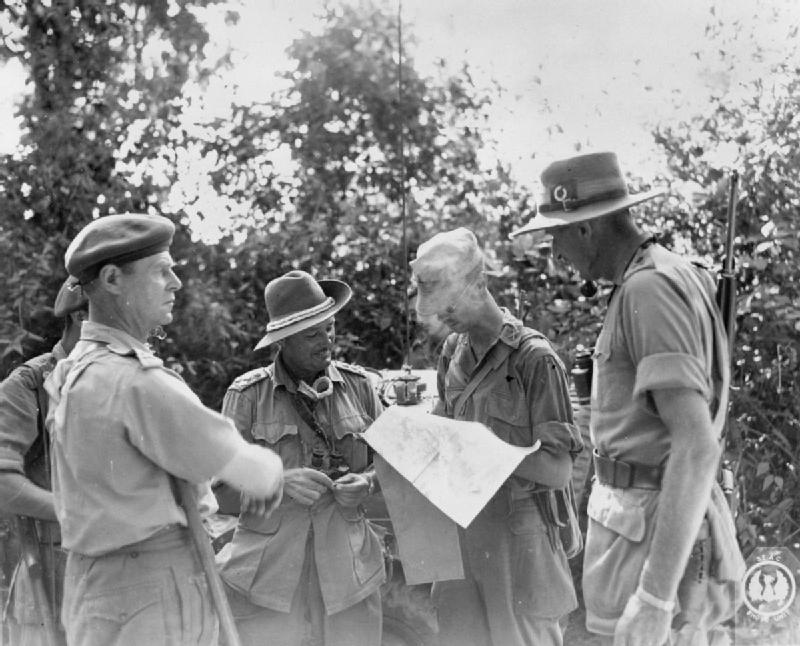
Generalmajor Francis Festing (3.v.r.) mit Generalmajor Collin Jardine bei einer Lagebesprechung in Nordburma (1944)

Sir Francis „Front-Line Frankie“ Wogan Festing, GCB, KBE, DSO, DL (* 28. August 1902 in Dublin; † 3. August 1976 in Hexham, Northumberland) war ein britischer Generalfeldmarschall (Field Marshal) der British Army, der zuletzt zwischen 1958 und 1961 Chef des Imperialen Generalstabes (Chief of the Imperial General Staff) war.

## Leben

### Ausbildung zum Offizier und Zweiter Weltkrieg

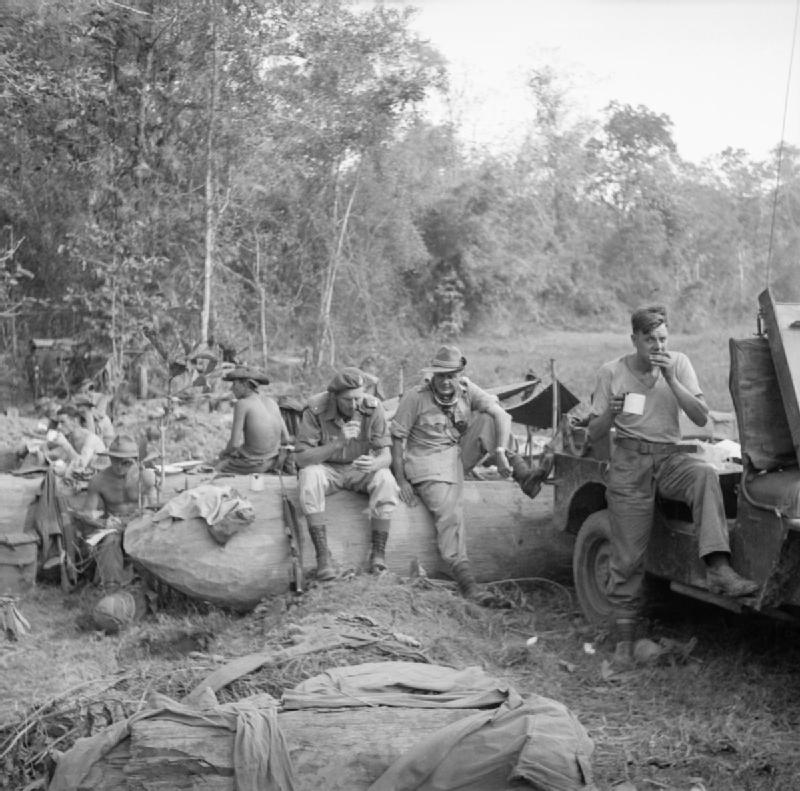
Generalmajor Francis Festing (2.v.r.) mit Angehörigen der von ihm kommandierten 36. Infanteriedivision in Burma (1945)

Festing, Sohn von Brigadegeneral Francis Leycester Festing und dessen Ehefrau Charlotte Katherine Grindall Festing, begann nach dem Besuch des renommierten 1382 gegründeten Winchester College eine Offiziersausbildung am Royal Military Academy Sandhurst (RMAS). Nach deren Abschluss wurde er 1923 in die Rifle Brigade (Prince Consort’s Own) übernommen und fand in der Folgezeit zahlreiche Verwendungen als Offizier und Stabsoffizier. Nachdem er zwischen dem 23. Februar und dem 31. Dezember 1939 Ausbilder am Staff College Camberley sowie vom 1. Januar bis zum 20. September 1940 Generalstabsoffizier im Kriegsministerium (War Office) war, übernahm er während des Zweiten Weltkrieges in vorübergehenden (Temporary) oder kommissarischen (Acting) Dienstgraden zahlreiche Kommandeursposten. Er war zwischen 1940 und 1941 Kommandeur des 2. Bataillons des East Lancashire Regiment und im Anschluss vom 13. Oktober bis zum 7. Dezember 1941 Kommandeur der in Südafrika, Madagaskar und Ostafrika eingesetzten 29. Unabhängigen Brigadegruppe (29th Infantry Brigade). 
Daraufhin fungierte Festing zwischen Januar 1942 und dem 29. August 1945 als Kommandeur (General Officer Commanding) der in Burma eingesetzten 29. Indischen Division (36th Indian Division) beziehungsweise der am 1. September 1944 daraus entstandenen 29. Infanteriedivision (36th Infantry Division) und nahm mit dieser am Burmafeldzug teil. Aufgrund seiner Verdienste wurde ihm 1942 der Distinguished Service Order (DSO) verliehen und er am 13. April 1942 zum Oberstleutnant befördert. Darüber hinaus wurde er im Kriegsbericht erwähnt (Mentioned in dispatches) und am 8. Februar 1945 zum Oberst befördert.

### Nachkriegszeit und Aufstieg zum General
Nach Kriegsende war Festing zwischen dem 29. August 1945 und seiner Ablösung durch Generalmajor George Erskine am 31. Mai 1946 Kommandeur der Landstreitkräfte in Hongkong (Land Forces Hong Kong). Er wurde Commander des US-amerikanischen Legion of Merit sowie am 17. August 1946 zum Generalmajor befördert, wobei diese Beförderung auf den 23. November 1944 zurückdatiert wurde. Nach seiner Rückkehr war er zwischen dem 1. Februar 1947 und Juni 1949 Leiter der Abteilung Waffen und Entwicklung im Kriegsministerium, ehe er am 26. Juni 1949 als Nachfolger von Generalmajor Francis Matthews Oberkommandierender der britischen Streitkräfte in Hongkong wurde und diesen Posten bis zu seiner Ablösung durch Robert Mansergh am 17. Januar 1950 innehatte. Danach kehrte er ins Kriegsministerium zurück und war zwischen dem 1. Oktober 1950 und dem 3. März 1951 Präsident des Regular Commissions Board, das für die Auswahl und Einstellungen des Heeres zuständig war, sowie danach vom 1. April 1951 bis zum 6. Juni 1952 Assistierender Chef des Stabes im Obersten Hauptquartier der Alliierten Streitkräfte der NATO in Europa SHAPE (Supreme Headquarters Allied Powers Europe).
Nachdem Festing zwischen dem 6. Februar und dem 23. April 1952 kommissarischer Oberkommandierender des Heereskommandos Ost (Eastern Command) war, fungierte er als Nachfolger von Generalleutnant George Erskine vom 23. April 1954 bis zu seiner Ablösung durch Generalleutnant Richard Hull am 15. Juni 1954 als Kommandeur der britischen Streitkräfte in Ägypten (British Troops in Egypt). Während dieser Zeit wurde er im Juni 1952 zum Knight Commander des Order of the British Empire (KBE) geschlagen und führte fortan den Namenszusatz „Sir“. Darüber hinaus wurde er am 5. August 1952 zum Generalleutnant befördert, wobei diese Beförderung auf den 6. Februar 1952 zurückdatiert wurde. Er war zugleich zwischen dem 17. und 27. April 1953 kommissarischer Oberkommandierender der Landstreitkräfte im Mittleren Osten (Middle East Land Forces). Des Weiteren bekleidete er zwischen 1953 und 1965 die Funktion als Oberst der Royal Northumberland Fusiliers.
Am 1. Juli 1954 löste Festing General Geoffrey Bourne als Oberkommandierender des in Wilton Park Estate stationierten Heereskommandos Ost (Eastern Command) ab und verblieb auf diesem Posten bis zum 15. Juni 1956, woraufhin General Charles Coleman sein dortiger Nachfolger wurde. Während dieser Zeit erhielt er am 29. November 1955 seine Beförderung zum General und wurde zudem am 2. Januar 1956 auch zum Knight Commander des Order of the Bath (KCB) geschlagen. 1956 wurde er als Nachfolger von General Charles Loewen Oberkommandierender des britischen Landstreitkräfte im Fernen Osten (Far East Land Forces) und übte diese Funktion bis zum 24. Juni 1958 aus, woraufhin erneut General Richard Hull seine Nachfolge antrat. Am 13. Juni 1957 wurde er zum Knight Grand Cross des Order of the Bath (GCB) erhoben.

### Chef des Imperialen Generalstabes und Field Marshal
Zuletzt löste Festing am 29. September 1958 Field Marshal Gerald Templer als Chef des Imperialen Generalstabes (Chief of the Imperial General Staff) ab. Er bekleidete dieses Amt als höchster Offizier des britischen Heeres bis zum 31. Oktober 1961 und wurde daraufhin abermals von General Richard Hull abgelöst. Daneben fungierte er zwischen 1958 und 1960 als Aide-de-camp von Königin Elisabeth II. und war des Weiteren von 1958 bis 1966 Oberst der 3rd Green Jackets, The Rifle Brigade. Am 1. September 1961 wurde er zum Generalfeldmarschall (Field Marshal) der British Army befördert. Am 31. Oktober 1961 schied er aus dem aktiven Militärdienst aus und trat in den Ruhestand.
Er wurde 1962 Deputy Lieutenant (DL) der Grafschaft Northumberland. 1963 wurde er Ritter des Souveränen Malteserordens sowie 1966 Oberst der Royal Green Jackets. Festing, der in Birks bei Tarset in der Grafschaft Northumberland lebte, erhielt ferner einen Ehrendoktor des Zivilrechts (Honorary Doctor of Civil Law) der Newcastle University.
Am 29. September 1937 heiratete Festing Mary Cecilia Riddell. Aus dieser Ehe gingen vier Söhne hervor, darunter der Portraitmaler Andrew Thomas Festing sowie Robert Matthew Festing, der zwischen 2008 und 2017 Großmeister des Malteserordens war.